# Хуанхе (пісня)
Хуанхе (кит.: 黃河) — китайська пісня початку 20 століття. Її слова були написані Янг Ду в 1904 році, а музика була створена Шень Сінгуном наступного року. Це був перший музичний твір, повністю створений китайськими аранжувальниками.

## Створення
7 жовтня 1864 року цінський уряд поступився Росії великою територією в північно-західному Сіньцзяні, включаючи Алтай Нур Улянхай, який примикає до Танну-Ула. У той же час Росія проникла в Танну-Ула через нелегальну імміграцію, заохочувала російських бізнесменів до незаконної експлуатації золотих копалень у Танну-Ула, і активно брала участь у військовому втручанні в цей район. У 1879 році Росія звернулася до цинського уряду з проханням перенести національний кордон з півдня від Саянських гір до річки Єнісей і навіть до гір Танну-Ула, але отримала відмову, але Росія все ж сформувала демаркаційний комітет у 1886 році. У 1892 році Росія звернулася до цинського уряду з проханням провести повторну демаркацію кордону. У 1903 році Росія знову чинила тиск на цінський уряд. У цьому контексті Ян Ду, який навчався в Японії, у 1904 році написав поему «Хуанхе». Невдовзі після виходу пісень Цзен Чжімінь склав «Хуанхе» у своїй «Навчальній збірці співу», але вона не була популярною. У 1905 році Шень Сінгун, який також навчався в Японії, написав музику для «Хуанхе», і її широко оспівали.

## Тексти пісень
Хуанхе, Хуанхе, бере початок у гір Куньлунь і тече з Монголії до перевалу Великої стіни.
На берегах річки віками жили мудреці. Я стояв один на набережній, думки блукають.
За межами Великої стіни, поруч із Хетао, немає людей, які живуть серед жовтого піску та білої трави.
Я хочу очолити 100-тисячну армію і йти до північно-західного кордону.
Випийте вина в Танну Улянхай і покатайтеся на конях на горі Танну-Ула.
Клянуся, я не повернуся, поки не виграю битву.
Просто напишіть тріумфальну пісню і дивіться, як я повернуся!